# Uhrwiller
Uhrwiller – miejscowość i gmina we Francji, w regionie Grand Est, w departamencie Dolny Ren.
Według danych na rok 1990 gminę zamieszkiwało 715 osób, a gęstość zaludnienia wynosiła 65 osób/km² (wśród 903 gmin Alzacji Uhrwiller plasuje się na 353. miejscu pod względem liczby ludności, natomiast pod względem powierzchni na miejscu 222.).